# مجلس مقاطعة نيو جيرسي
مجلس مقاطعة نيو جيرسي (بالإنجليزية: New Jersey Provincial Council)‏ هو مجلس شيوخ ولاية نيوجيرسي الأمريكية، وهو المجلس الأعلى في هيئة نيوجيرسي التشريعية.

## طالع أيضًا
- هيئة نيوجيرسي التشريعية